# Термоли
Термоли (итал. Termoli) —  коммуна в Италии, располагается в регионе Молизе, в провинции Кампобассо.
Население составляет 32331 человек (2008 г.), плотность населения составляет 585 чел./км². Занимает площадь 55 км². Почтовый индекс — 86039. Телефонный код — 0875.
Термоли — единственный морской порт в Молизе: круглогодичные паромы курсируют до Изоле-Тремити и Хорватии. 
Достопримечательности: замок Кастелло-Свево (Castello Svevo) 13 века, построенный Фридрихом II; собор Божией Матери (Santa Maria della Purificazione, сокр. — Сан-Бассо) 11 века. В соборе хранятся мощи святого апостола Тимофея, ученика апостола Павла, которые были обнаружены 11 мая 1945 года священником Бьяджио д’Агостино при реконструкционных работах. Второе имя собору дали мощи Сан-Бассо, которые также хранятся здесь.
В городе проходит Рыбный фестиваль Термоли.
Покровителями населённого пункта считаются святой Васс и апостол Тимофей, празднование 3 августа и 4 августа.

## Демография
Динамика населения:

## Администрация коммуны
- Официальный сайт: https://web.archive.org/web/20160906064914/http://www.comune.termoli.cb.it/